# Bridport (Australia)
Bridport – miasto w Australii, w północnej Tasmanii.